# Leserpreis der Berliner Morgenpost

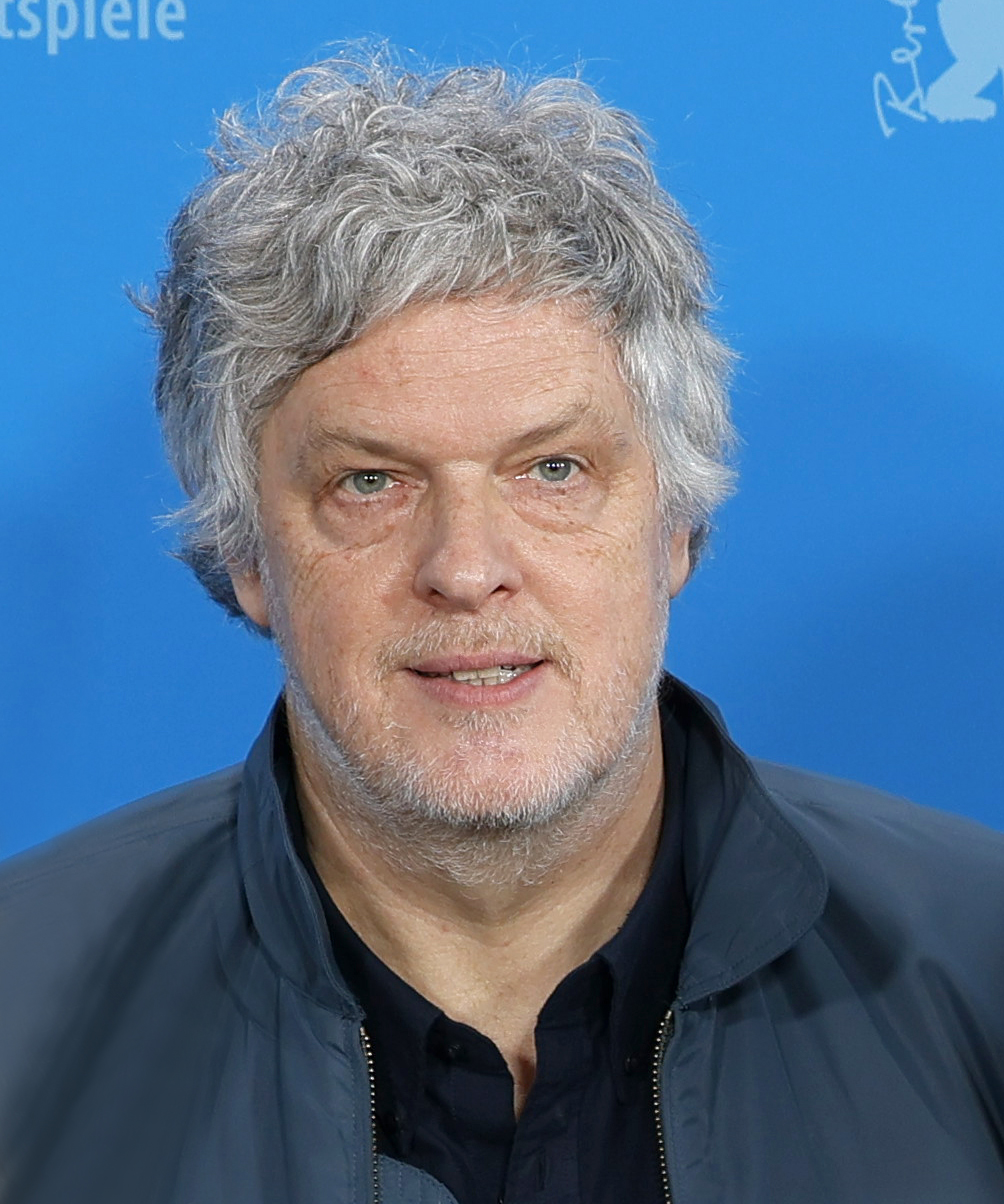
Preisträger 2024: Matthias Glasner für Sterben

Der Leserpreis der Berliner Morgenpost ist eine Auszeichnung, die seit 1974 im Rahmen der Internationalen Filmfestspiele Berlin an einen Beitrag aus dem internationalen Wettbewerb vergeben wird. Eine unabhängige Jury, eingesetzt aus Lesern der Tageszeitung Berliner Morgenpost, ehrt dabei den aus ihrer Sicht besten Film der Hauptsektion.

## Geschichte
Anfang der 1970er Jahre wurden die Preisentscheidungen um den Goldenen Bären durch die vom Filmfestival eingesetzte internationale Jury als zu elitär kritisiert. Auch wurde zu diesem Zeitpunkt bezweifelt, dass ein Publikumserfolg den Hauptpreis der Berlinale gewinnen könnte. Die Redaktion der Berliner Morgenpost kam daher die Idee zu einem Leserpreis, der als eine Art „Korrektiv“ gelten und „ein Gegengewicht“ zur Preisentscheidung der offiziellen Wettbewerbsjury darstellen sollte. Die im Jahr 1974 eingeführte Auszeichnung ist mit Abstand der älteste Festivalpreis, der durch eine Leserjury vergeben wird. Auch handelt es sich um den einzigen Leserjury-Preis, der über die Beiträge der Hauptsektion abstimmt. Die Verkündigung der Preisentscheidung folgt in der Regel am vorletzten Festivaltag, mehrere Stunden vor der offiziellen Preisgala im Berlinale Palast. Die Regie wird dabei mit einer Trophäe geehrt, die das Logo der Zeitung ziert.
Trotz seiner ursprünglichen Intention wurde der Leserpreis der Berliner Morgenpost in der Vergangenheit oft an einen später von der offiziellen Jury prämierten Film vergeben. Im Jahr 1989 gewann mit Rain Man von Barry Levinson erstmals ein Festivalbeitrag sowohl den Goldenen Bären als auch den Leserpreis, ein Umstand der sich bei den Auflagen 2000, 2011, 2016 und 2017 wiederholte. Ebenfalls wurde seit 2011 stets ein später von der offiziellen Wettbewerbsjury prämierter Film als Preisträger verkündet. In den Jahren 2021 bis 2022 wurde aufgrund der COVID-19-Pandemie und den damit verbundenen Einschränkungen während des Festivals keine Preisvergabe organisiert. Bei der letzten Auflage im Jahr 2023 bestand die Jury aus 12 Leserinnen, die die spanische Produktion 20.000 Arten von Bienen zum besten Wettbewerbsbeitrag kürte. Der Regiearbeit von Estibaliz Urresola Solaguren wurde später auch der Silberne Bär an Hauptdarstellerin Sofía Otero zuerkannt.

## Preisträger (Auswahl)
| Jahr       | Originaltitel                                    | Deutscher Titel                      | Regie                            | Weitere Berlinale-Auszeichnungen                                                         |
| ---------- | ------------------------------------------------ | ------------------------------------ | -------------------------------- | ---------------------------------------------------------------------------------------- |
| 1974       | El amor del capitán Brando                       | Die Liebe des Schülers Juan          | Jaime de Armiñán                 |                                                                                          |
| 1975       | Dupont Lajoie                                    | Monsieur Dupont                      | Yves Boisset                     | Silberner Bär – Spezialpreis der Jury, Interfilm-Preis (Lobende Erwähnung)               |
| 1976       | L’argent de poche                                | Taschengeld                          | François Truffaut                | OCIC-Preis (Lobende Erwähnung)                                                           |
| 1977       | Between the Lines                                | Zwischen den Zeilen                  | Joan Micklin Silver              | Interfilm-Preis (Otto-Dibelius-Preis)                                                    |
| 1978       | Outrageous!                                      | Ausgeflippt                          | Richard Brenner                  | Silberner Bär – Bester Darsteller                                                        |
| 1979       | Die Ehe der Maria Braun                          | Die Ehe der Maria Braun              | Rainer Werner Fassbinder         | Silberner Bär – Beste Darstellerin                                                       |
| 1980       | Solo Sunny                                       | Solo Sunny                           | Konrad Wolf, Wolfgang Kohlhaase  | Silberner Bär – Beste Darstellerin, FIPRESCI-Preis                                       |
| 1981       | La provinciale                                   | Die Verweigerung                     | Claude Goretta                   |                                                                                          |
| 1982       | Absence of Malice                                | Die Sensationsreporterin             | Sydney Pollack                   | Lobende Erwähnung                                                                        |
| 1983       | Dögkeselyű                                       | Aasgeier                             | Ferenc András                    |                                                                                          |
| 1984       | Le bal                                           | Le Bal – Der Tanzpalast              | Ettore Scola                     | Silberner Bär – Beste Regie                                                              |
| 1985       | Ronja Rövardotter                                | Ronja Räubertochter                  | Tage Danielsson                  | Silberner Bär – Besondere künstlerische Leistung (Regie)                                 |
| 1986       | Un complicato intrigo di donne, vicoli e delitti | Camorra                              | Lina Wertmüller                  | Interfilm-Preis (Otto-Dibelius-Preis)                                                    |
| 1987       | Children of a Lesser God                         | Gottes vergessene Kinder             | Randa Haines                     | Silberner Bär – Besondere künstlerische Leistung (Regie)                                 |
| 1988       | Einer trage des anderen Last …                   | Einer trage des anderen Last …       | Lothar Warneke                   | Silberner Bär – Bester Darsteller, Interfilm-Preis – Lobende Erwähnung                   |
| 1989       | Rain Man                                         | Rain Man                             | Barry Levinson                   | Goldener Bär – Bester Film                                                               |
| 1990       | Das schreckliche Mädchen                         | Das schreckliche Mädchen             | Michael Verhoeven                | Silberner Bär – Beste Regie, Interfilm-Preis                                             |
| 1991       |                                                  |                                      |                                  |                                                                                          |
| 1992       | Utz                                              | Utz                                  | George Sluizer                   | Silberner Bär – Bester Darsteller, Gilde Filmpreis                                       |
| 1993       |                                                  |                                      |                                  |                                                                                          |
| 1994       |                                                  |                                      |                                  |                                                                                          |
| 1995       |                                                  |                                      |                                  |                                                                                          |
| 1996       | Dead Man Walking                                 | Dead Man Walking – Sein letzter Gang | Tim Robbins                      | Silberner Bär – Bester Darsteller, Preis der Ökumenischen Jury, Gilde Filmpreis          |
| 1997       |                                                  |                                      |                                  |                                                                                          |
| 1998       | The Boxer                                        | Der Boxer                            | Jim Sheridan                     |                                                                                          |
| 1999       | Mifunes sidste sang                              | Mifune – Dogma III                   | Søren Kragh-Jacobsen             | Silberner Bär – Großer Preis der Jury                                                    |
| 2000       | Magnolia                                         | Magnolia                             | Paul Thomas Anderson             | Goldener Bär – Bester Film                                                               |
| 2001       | Italiensk for begyndere                          | Italienisch für Anfänger             | Lone Scherfig                    | Silberner Bär – Preis der Jury, FIPRESCI-Preis, Preis der Ökumenischen Jury              |
| 2002       | 8 femmes                                         | 8 Frauen                             | François Ozon                    | Silberner Bär – Besondere künstlerische Leistung (Beste Darstellerinnen)                 |
| 2003       | The Hours                                        | The Hours – Von Ewigkeit zu Ewigkeit | Stephen Daldry                   | Silberner Bär – Beste Darstellerin                                                       |
| 2004       | 25 degrés en hiver                               | 25 Grad im Winter                    | Stéphane Vuillet                 |                                                                                          |
| 2005       | الجنة الآن (al-Dschanna al-ān)                   | Paradise Now                         | Hany Abu-Assad                   | Amnesty International Filmpreis, Der Blaue Engel                                         |
| 2006       | A Prairie Home Companion                         | Robert Altman’s Last Radio Show      | Robert Altman                    |                                                                                          |
| 2007       | Irina Palm                                       | Irina Palm                           | Sam Garbarski                    |                                                                                          |
| 2008       | Il y a longtemps que je t’aime                   | So viele Jahre liebe ich dich        | Philippe Claudel                 | Preis der Ökumenischen Jury                                                              |
| 2009       | Storm                                            | Sturm                                | Hans-Christian Schmid            | Amnesty International Filmpreis, Gilde Filmpreis                                         |
| 2010       | En ganske snill mann                             | Ein Mann von Welt                    | Hans Petter Moland               |                                                                                          |
| 2011       | جدایی نادر از سیمین (Dschodai-ye Nader az Simin) | Nader und Simin – Eine Trennung      | Asghar Farhadi                   | Goldener Bär – Bester Film                                                               |
| 2012       | Barbara                                          | Barbara                              | Christian Petzold                | Silberner Bär – Beste Regie                                                              |
| 2013       | Уроки гармонии (Uroki garmonii)                  | Harmony Lessons                      | Emir Baighasin                   | Silberner Bär – Herausragende künstlerische Leistung (Kamera)                            |
| 2014       | Boyhood                                          | Boyhood                              | Richard Linklater                | Silberner Bär – Beste Regie                                                              |
| 2015       | Victoria                                         | Victoria                             | Sebastian Schipper               | Silberner Bär – Herausragende künstlerische Leistung (Kamera), Gilde Filmpreis           |
| 2016       | Fuocoammare                                      | Seefeuer                             | Gianfranco Rosi                  | Goldener Bär – Bester Film, Preis der Ökumenischen Jury, Amnesty International Filmpreis |
| 2017       | Testről és lélekről                              | Körper und Seele                     | Ildikó Enyedi                    | Goldener Bär – Bester Film, FIPRESCI-Preis, Preis der Ökumenischen Jury                  |
| 2018       | Довлатов (Dowlatow)                              | Dowlatow                             | Alexei Alexejewitsch German      | Silberner Bär – Herausragende künstlerische Leistung (Kostüm und Szenenbild)             |
| 2019       | Systemsprenger                                   | Systemsprenger                       | Nora Fingscheidt                 | Silberner Bär – Alfred-Bauer-Preis                                                       |
| 2020       | Effacer l’historique                             | Online für Anfänger                  | Benoît Delépine, Gustave Kervern | Silberner Bär – Sonderpreis                                                              |
| 2021– 2022 | Preis nicht vergeben                             | Preis nicht vergeben                 | Preis nicht vergeben             |                                                                                          |
| 2023       | 20.000 especies de abejas                        | 20.000 Arten von Bienen              | Estibaliz Urresola Solaguren     | Silberner Bär – Beste Hauptrolle, Gilde Filmpreis                                        |
| 2024       | Sterben                                          | Sterben                              | Matthias Glasner                 | Silberner Bär – Bestes Drehbuch, Gilde Filmpreis                                         |
| 2025       | O último azul                                    | Das tiefste Blau                     | Gabriel Mascaro                  | Silberner Bär – Großer Preis der Jury, Preis der Ökumenischen Jury                       |